# 铁牛关
铁牛关位于江西省资溪县和福建省光泽县交界处牛岭坑上，因山形如牛状，山顶曾有石牛，故称铁牛关。
鹰厦铁路和316国道由此通过。